# SAR-Klasse K
Die Fahrzeuge der Klasse K der South African Railways (SAR) waren Tenderlokomotiven  mit der Achsfolge 2'C2'.
Während des Ersten Weltkriegs kam es zu einem Lokomotivmangel bei der SAR, weswegen sieben Lokomotiven, die 1915 von North British eigentlich für die Manila Railway auf den Philippinen gebaut worden waren, stattdessen nach Südafrika geliefert wurden. 
Die Lokomotiven wurden im Personenzugdienst zwischen Springs und Randfontein in Transvaal (heute Gauteng) eingesetzt, wo sie die Lokomotiven der Klasse F ergänzten. Anders als diese waren die Lokomotiven der Klasse K mit Walschaerts-Steuerung und Überhitzer ausgestattet.
Die Lokomotiven wurden 1940 ausgemustert; kein Exemplar ist erhalten geblieben.